# 5 000 meter för herrar i friidrott vid olympiska sommarspelen 1988
5 000 meter för herrar vid olympiska sommarspelen 1988 i Seoul avgjordes den 1 oktober. 

## Medaljörer
| Gren        | Guld               | Guld     | Silver                        | Silver   | Brons                        | Brons    |
| 5 000 meter | John Ngugi · Kenya | 13.11,70 | Dieter Baumann · Västtyskland | 13.15,52 | Hansjörg Kunze · Östtyskland | 13.15,73 |

## Resultat
- Q innebär avancemang utifrån placering i heatet.
- q innebär avancemang utifrån total placering.
- DNS innebär att personen inte startade.
- DNF innebär att personen inte fullföljde.
- DQ innebär diskvalificering.
- NR innebär nationellt rekord.
- OR innebär olympiskt rekord.
- WR innebär världsrekord.
- WJR innebär världsrekord för juniorer
- AR innebär världsdelsrekord (area record)
- PB innebär personligt rekord.
- SB innebär säsongsbästa.
- w innebär medvind > 2,0 m/s

### Final
| Placering | Final                  | Tid      |
| --------- | ---------------------- | -------- |
|           | John Ngugi (KEN)       | 13.11,70 |
|           | Dieter Baumann (FRG)   | 13.15,52 |
|           | Hansjörg Kunze (GDR)   | 13.15,73 |
| 4.        | Domingos Castro (POR)  | 13.16,09 |
| 5.        | Sydney Maree (USA)     | 13.23,69 |
| 6.        | Jack Buckner (GBR)     | 13.23,85 |
| 7.        | Stefano Mei (ITA)      | 13.26,17 |
| 8.        | Evgeni Ignatov (BUL)   | 13.26,41 |
| 9.        | John Doherty (IRL)     | 13.27,71 |
| 10.       | Jonny Danielsson (SWE) | 13.30,44 |
| 11.       | Pascal Thiebaut (FRA)  | 13.31,99 |
| 12.       | Yobes Ondieki (KEN)    | 13.52,01 |
| 13.       | Gary Staines (GBR)     | 13.55,00 |
| 14.       | Paul Arpin (FRA)       | 14.13,19 |
| –         | José Regalo (POR)      | DNF      |

### Icke-kvalificerade
- Slogs ut i semifinalerna

| Placeringar | Semifinaler             | Tid      |
| ----------- | ----------------------- | -------- |
| 16.         | Salvatore Antibo (ITA)  | 13.25,64 |
| 17.         | Eamonn Martin (GBR)     | 13:26.26 |
| 18.         | Cyril Laventure (FRA)   | 13:29.92 |
| 19.         | Mauricio González (MEX) | 13:32.52 |
| 20.         | Doug Padilla (USA)      | 13:37.11 |
| 21.         | Charles Cheruiyot (KEN) | 13:38.44 |
| 22.         | Abel Antón (ESP)        | 13:39.13 |
| 23.         | Alejandro Gómez (ESP)   | 13:41.73 |
| 24.         | Andrew Lloyd (AUS)      | 13:42.49 |
| 25.         | Mikhail Dasko (URS)     | 13:43.65 |
| 26.         | Paul Williams (CAN)     | 13:44.57 |
| 27.         | Marcos Barreto (MEX)    | 13:53.93 |
| 28.         | Eamonn Coghlan (IRL)    | 14:02.16 |
| 29.         | Vincent Rousseau (BEL)  | 14:03.74 |
| 30.         | Terry Brahm (USA)       | 14:04.12 |